# هالة الشعراوي
هالة الشعراوي (مواليد 18 يناير 1993)، لاعبة كرة سلة مصرية تلعب في مركز لاعب هجوم صغير الجسم في النادي الأهلي ومنتخب مصر. وهي أول لاعبة مصرية وعربية تلعب في دوري الجامعات الأمريكية القسم الأول في جامعة سانت بيتر بولاية نيو جيرسي.

## مسيرتها
بدأت هالة الشعراوي مشوراها في كرة السلة في نادي القاهرة ثم انتقلت إلى النادى الأهلى في عمر 9 أعوام وشاركت مع الفريق الأول للنادي الأهلي للسيدات بعمر 14 عامًا.